# Ludwig Huyn
Graf Ludwig Huyn (* 3. Juli 1853 in Verona, Königreich Lombardo-Venetien, Kaisertum Österreich; † 7. Jänner 1931 in Gmunden) war k.u.k. Kämmerer und Generalmajor der k.u.k. Armee. Er war in der Pferdezucht engagiert. 1874 wurde in Schluderns, Südtirol, durch ihn das Gestüt der Haflinger mitbegründet.
Ludwig Huyn war ein Sohn von Feldzeugmeister Johann Carl Graf Huyn und Bruder des  österreichisch-ungarischen Militärgouverneurs von Galizien Generaloberst Karl Georg Huyn, des  Fürsterzbischofs von Prag Paul Huyn und des Berufssoldaten Otto Aloys Huyn.